# Підлісноялтушківська сільська рада
Підлі́сноялтушкі́вська сільська́ ра́да — адміністративно-територіальна одиниця та орган місцевого самоврядування в Барському районі Вінницької області. Адміністративний центр — село Підлісний Ялтушків.

## Загальні відомості
- Територія ради: 30 км²
- Населення ради: 890 осіб (станом на 2001 рік)
- Територією ради протікає річка Лядова.

## Населені пункти
Сільській раді підпорядковані населені пункти:
- с. Підлісний Ялтушків

## Склад ради
Рада складається з 12 депутатів та голови.
- Голова ради: Третяк Володимир Сергійович
- Секретар ради: Дмитрик Тетяна Анатоліївна

### Керівний склад попередніх скликань
| Прізвище, ім'я, по батькові    | Основні відомості                                                 | Дата обрання | Дата звільнення |
| ------------------------------ | ----------------------------------------------------------------- | ------------ | --------------- |
| Безпрозваний Микола Степанович | Сільський голова, 1969 року народження, безпартійний              | 26.03.2006   | 31.10.2010      |
| Третяк Володимир Сергійович    | Сільський голова, 1965 року народження, освіта середня спеціальна | 31.10.2010   |                 |

Примітка: таблиця складена за даними сайту Верховної Ради України

### Депутати
За результатами місцевих виборів 2010 року депутатами ради стали:

#### За суб'єктами висування
| Суб'єкт висування                                       | Кількість обраних депутатів | %    |
| ------------------------------------------------------- | --------------------------- | ---- |
| Партія регіонів                                         | 7                           | 58,3 |
| Політична партія Всеукраїнське об'єднання «Батьківщина» | 5                           | 41,7 |

#### За округами
| № округу                                                | Прізвище, ім'я, по батькові         | Дата визнання обраним | Освіта  | Партійна приналежність                        | Відомості про обраного депутата                     |
| ------------------------------------------------------- | ----------------------------------- | --------------------- | ------- | --------------------------------------------- | --------------------------------------------------- |
| Партія регіонів                                         |                                     |                       |         |                                               |                                                     |
| 4                                                       | Мудрик Людмила Григорівна           | 02.11.2010            | вища    | член Партії регіонів                          | Підлісноялтушківська загальноосвітня школа, вчитель |
| 5                                                       | Шевчук Галина Іванівна              | 02.11.2010            | середня | член Партії регіонів                          | пенсіонер                                           |
| 6                                                       | Підкуймуха Тетяна Петрівна          | 02.11.2010            | середня | член Партії регіонів                          | Підлісноялтушківська СБ, бібліотекар                |
| 7                                                       | Крисько Наталія Сергіївна           | 02.11.2010            | середня | член Партії регіонів                          | Підлісноялтушківська сільська рада, рахівник-касир  |
| 8                                                       | Маркович Марія Дмитрівна            | 02.11.2010            | середня | член Партії регіонів                          | пенсіонер                                           |
| 9                                                       | Лунько Світлана Миколаївна          | 02.11.2010            | середня | член Партії регіонів                          | Підлісноялтушківська сільська рада, бухгалтер       |
| 11                                                      | Яремчук Любов Володимирівна         | 02.11.2010            | середня | член Партії регіонів                          | Підлісноялтушківська загальноосвітня школа, кухар   |
| Політична партія Всеукраїнське об'єднання «Батьківщина» |                                     |                       |         |                                               |                                                     |
| 1                                                       | Данченко Микола Іванович            | 02.11.2010            | середня | член Всеукраїнського об'єднання «Батьківщина» | пенсіонер                                           |
| 2                                                       | Дмитрик Тетяна Анатоліївна          | 02.11.2010            | вища    | член Всеукраїнського об'єднання «Батьківщина» | Підлісноялтушківська сільська рада, секретар        |
| 3                                                       | Мазур Олена Сергіївна               | 02.11.2010            | середня | член Всеукраїнського об'єднання «Батьківщина» | Підлісноялтушківська сільська рада, землевпорядник  |
| 10                                                      | Гаврилюк Оксана Леонідівна          | 02.11.2010            | середня | член Всеукраїнського об'єднання «Батьківщина» | тимчасово не працює                                 |
| 12                                                      | Вишньовський Олександр Анатолійович | 02.11.2010            | середня | член Всеукраїнського об'єднання «Батьківщина» | тимчасово не працює                                 |